# NGC 7056
NGC 7056 est une galaxie spirale barrée située dans la constellation de Pégase. Sa vitesse par rapport au fond diffus cosmologique est de 5 048 ± 23 km/s, ce qui correspond à une distance de Hubble de 74,5 ± 5,2 Mpc (∼243 millions d'al). NGC 7056 a été découverte par l'astronome allemand Albert Marth en 1863. Elle fut également découverte indépendamment par l'astronome américain Truman Safford le 29 septembre 1866 et par la suite listée comme étant IC 1382 au sein de l'Index Catalogue.
La classe de luminosité de NGC 7056 est II et elle présente une large raie HI. Selon la base de données Simbad, NGC 7056 est une galaxie candidate au titre de galaxie active.
NGC 7056 est une galaxie du champ, c'est-à-dire qu'elle n'appartient pas à un amas ou un groupe et qu'elle est donc gravitationnellement isolée.
À ce jour, seule une mesure non basée sur le décalage vers le rouge (redshift) donne une distance d'environ 50,400 Mpc (∼164 millions d'al), ce qui est nettement à l'extérieur des valeurs de la distance de Hubble. Notons que c'est avec la valeur moyenne des mesures indépendantes, lorsqu'elles existent, que la base de données NASA/IPAC calcule le diamètre d'une galaxie et qu'en conséquence le diamètre de NGC 7056 pourrait être d'environ 22,7 kpc (∼74 000 al) si on utilisait la distance de Hubble pour le calculer.